# 上海市人民法院列表
以下是中華人民共和國上海市的人民法院：

## 现制
- 上海市高级人民法院
  - 上海市第一中级人民法院
    - 上海市徐汇区人民法院
    - 上海市长宁区人民法院
    - 上海市闵行区人民法院
    - 上海市浦东新区人民法院（2013年11月5日，上海市浦东新区人民法院自由贸易区法庭挂牌成立。[1]2022年1月1日，上海市人大常委会发布的《上海市浦东新区完善市场化法治化企业破产制度若干规定》施行。为配合《若干规定》，同年1月7日，上海市浦东新区人民法院破产审判庭揭牌成立[2]）
    - 上海市奉贤区人民法院
    - 上海市松江区人民法院
    - 上海市金山区人民法院

  - 上海市第二中级人民法院
    - 上海市黄浦区人民法院
    - 上海市普陀区人民法院
    - 上海市静安区人民法院
    - 上海市虹口区人民法院
    - 上海市杨浦区人民法院
    - 上海市宝山区人民法院
    - 上海市嘉定区人民法院
    - 上海市青浦区人民法院
    - 上海市崇明区人民法院

  - 上海铁路运输中级法院（上海市第三中级人民法院、上海知识产权法院）
    - 上海铁路运输法院
    - 蚌埠铁路运输法院（隶属于安徽省高级人民法院，铁路运输案件二审由上海管辖）
    - 杭州铁路运输法院（隶属于浙江省高级人民法院，铁路运输案件二审由上海管辖）
    - 徐州铁路运输法院（隶属于江苏省高级人民法院，铁路运输案件二审由上海管辖）

  - 中华人民共和国上海海事法院
  - 上海金融法院

## 已撤销的审判机关
- 中国人民解放军上海市军事管制委员会军法处
- 淞沪警备司令部
- 上海市人民法院
- 上海市“土地改革”人民法庭（1951年4月－1953年）
- “三反”人民法庭69个，设于各机关、团体、企事业单位
- 上海市“五反”人民法庭
  - 20个区分庭
  - 市郊各区合设一个分庭
- 各区县人民法院派出机关：普选人民法庭（1953年10月－1954年10月）[3]
- 中国人民解放军上海市公检法军事管制委员会
- 上海市中级人民法院
- 上海市南市区人民法院
- 上海市卢湾区人民法院
- 上海市闸北区人民法院
- 南京铁路运输法院（隶属于江苏省高级人民法院，铁路运输案件二审原由上海管辖，根据法〔2019〕39号文件撤销）